# داريل إس. كول
داريل إس. كول (بالإنجليزية: Darrell S. Cole)‏ هو عسكري أمريكي، ولد في 20 يوليو 1920 في بارك هيلز في الولايات المتحدة، وتوفي في 19 فبراير 1945 في آيوو جيما في اليابان.